# Mario Mocenni
Mario Mocenni (Montefiascone, 22 gennaio 1823 – Roma, 14 novembre 1904) è stato un cardinale italiano.

## Biografia
Nacque a Montefiascone il 22 gennaio 1823.
Dopo ch'egli ebbe svolto una lunga carriera diplomatica nell'America Meridionale come nunzio apostolico, Papa Leone XIII, il 18 ottobre 1882, lo nominò Sostituto per gli Affari Generali alla Segreteria di Stato; lo stesso papa lo elevò poi, nel concistoro del 16 gennaio 1893, al rango di cardinale presbitero del titolo di San Bartolomeo all'Isola.
Il 18 maggio 1894 divenne, e restò fino alla morte, cardinale vescovo della sede di Sabina.
Morì il 14 novembre 1904 all'età di 81 anni. Dopo le esequie, la salma fu tumulata nel sacello di Propaganda Fide nel cimitero del Verano.

## Genealogia episcopale
La genealogia episcopale è:
- Cardinale Scipione Rebiba
- Cardinale Giulio Antonio Santori
- Cardinale Girolamo Bernerio, O.P.
- Arcivescovo Galeazzo Sanvitale
- Cardinale Ludovico Ludovisi
- Cardinale Luigi Caetani
- Cardinale Ulderico Carpegna
- Cardinale Paluzzo Paluzzi Altieri degli Albertoni
- Papa Benedetto XIII
- Papa Benedetto XIV
- Cardinale Enrico Enriquez
- Arcivescovo Manuel Quintano Bonifaz
- Cardinale Buenaventura Córdoba Espinosa de la Cerda
- Cardinale Giuseppe Maria Doria Pamphilj
- Papa Pio VIII
- Papa Pio IX
- Cardinale Alessandro Franchi
- Cardinale Mario Mocenni